# Seznam ameriških karateistov
Seznam ameriških karateistov.

## B
- Eric Bischoff
- Billy Blanks

## C
- Steve Cardenas

## D
- Mark Dacascos

## L
- Lorenzo Lamas
- Ray Lloyd

## M
- Kurt McKinney
- Ernest Miller

## P
- Joe Palanzo
- Ed Parker
- Elvis Presley

## R
- Roberta Trias-Kelly
- Cynthia Rothrock

## S
- Wesley Snipes

## T
- Robert Trias